# 广州暗褐飘拂草
广州暗褐飘拂草（学名：Fimbristylis fusca var. cantoniensis）为莎草科飘拂草属下的一个变种。

## 扩展阅读
- 維基物種上的相關：广州暗褐飘拂草